# Дарра Ґрін
Дарра Ґрін (20 жовтня 1995) — ірландський плавець. Учасник Чемпіонату світу з водних видів спорту 2019 на дистанції 100 метрів брасом.
Кваліфікувався на літні Олімпійські ігри 2020.